# Кемь (порт)
Порт Кемь — морской порт на Белом море, расположен в Кемской губе в проливе Кемская Салма в населённом пункте Рабочеостровск. Время навигации с мая по октябрь. Имеется причал длиной 240 м. Может осуществлять приём морских судов с осадкой до 6,4 м.

## История

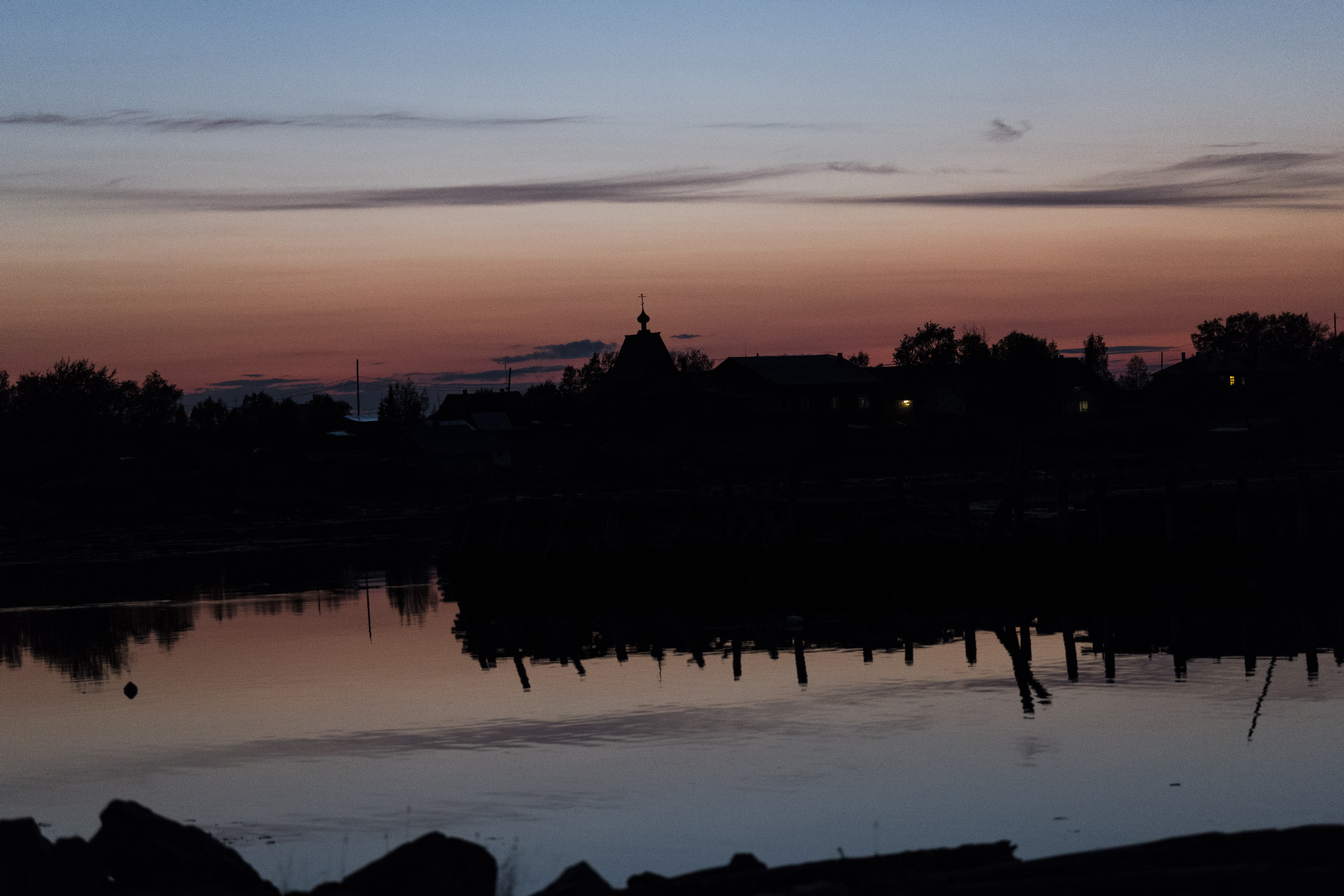
вид из порта Кеми

Поморы Кеми издавна ходили в море на рыбацких судах, с 1870-х годов пассажирские пароходы Архангельско-Мурманского срочного пароходства ходили из Онеги и Соловков в Кемь, однако портовые и пристанские сооружения в то время не строились, а суда оставались на рейде, где к ним подходили для вывоза грузов или пассажиров небольшие карбасы.
Первые причальные сооружения порта Кеми были построены в 1888 г. и служили для вывоза продукции Кемского лесозавода.
В 1911 г. по указанию российского правительства были проведены исследования возможности строительства крупного порта в проливе между островами Як и Попов.
В основном в порт Кемь приходили иностранные пароходы для погрузки леса.
С началом Первой Мировой войны и объявлением Кемского уезда территорией, находящейся на театре военных действий, в августе 1914 г. в порту Кемь был интернирован немецкий пароход «Taurus», который был переименован в «Ковду» и передан Товариществу Архангельско-Мурманского срочного пароходства.
В 1915 г. в связи с тем, что порты Балтийского и Чёрного моря не могли обеспечить связь России со странами Европы и Америки по причине боевых действия на фронтах Первой Мировой войны, было принято решение строительства железной дороги, связывающей Петроград с Мурманском, в том числе проходящей через Кемь. Это явилось решающим значением для реконструкции порта в Кеми силами отдела торговых портов Министерства торговли и промышленности.
Для этих целей портовые сооружения Кемского лесопильного завода, а также сам завод были выкуплены в казну. Сообщение между городом и лесопильным заводом осуществлялось небольшим частным катером.
В Кемском порту была сооружена железнодорожная эстакада и железнодорожная ветка, соединившая станцию Кемь-Пристань со станцией Кемь. Строительством ведало управление по переустройству Кемского и Сорокского портов. Всего было сооружено 8 причалов.
С августа 1918 г. Кемский торговый порт подчинялся Управлению торгового мореплавания ВПСО.
В 1920 г. Кемский порт преобразован в морское агентство и подчинён управлению морским транспортом Белого моря и Северного Ледовитого океана Центрального управления морского транспорта РСФСР.
Вскоре он снова переименован в морской порт, в 1924 г. передан в ведение Комитета по управлению Мурманским и Кемским портами Мурманской железной дороги.
В 1930-х стал приписным портом порта Беломорск, бывшего в ведении Беломорканала.
Во время Великой Отечественной войны через порт Кемь проходила эвакуация жителей Северной Карелии в тыловые районы страны, перевозилась продукция на нужды фронта, доставлялись войска и вооружение.
С 1958 г. порт стал подразделением Кемской сплавной конторы треста Севкареллес, с прекращением сплава — был передан в ведение Беломорского морского порта Беломорско-Онежского пароходства
С 1965 по 1973 гг. осуществлялись пассажирские рейсы парохода «Окунь» и теплохода «Лермонтов» на линии Кемь — Соловецкие острова.
С середины 1990-х по 2012 г. частично функции портовых властей выполняла администрация Кемского лесозавода, в дальнейшем - морской терминал Кемь морского порта Онега.
В настоящее время из порта осуществляются только пассажирские перевозки на Соловецкие острова теплоходами ООО «Причал».
В сентябре 2015 г. между Главой Республики Карелия и компанией «Кемьинвест» было подписано соглашение о строительстве глубоководного порта в Кеми. Окончание работ планируется в 2018 г..